# Eupithecia appendiculata
Eupithecia appendiculata là một loài bướm đêm trong họ Geometridae.